# Мальва (фільм, 1984)
«Мальва» — радянський короткометражний художній фільм 1984 року режисера Олександра Зельдовича, за однойменною повістю Максима Горького.

## Сюжет
Фільм за однойменною повістю Максима Горького.

## У ролях
- Олена Майорова — Мальва
- Сергій Маковецький —  Яків Лєгостєв
- Володимир Шакало —  Василь Лєгостєв
- Олексій Жарков — другорядна роль

## Творча група
- Режисер — Олександр Зельдович
- Сценарист — Максим Горький
- Композитор — Андрій Головін